# Impacto cultural de Madonna

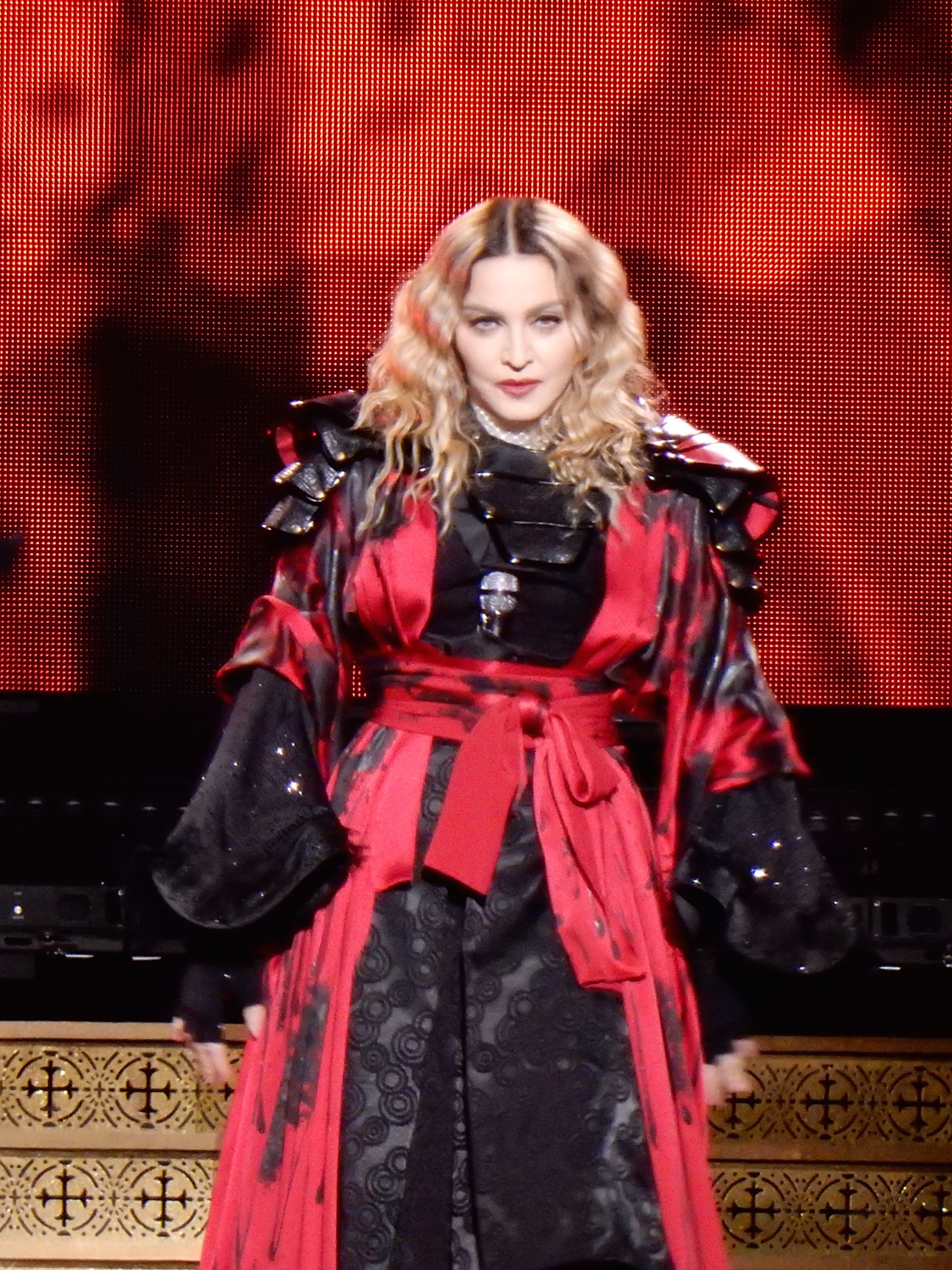
Madonna en 2015 durante el Rebel Heart Tour. Es la mujer de mayores ventas musicales de la historia y la de mayor recaudaciones de giras musicales en el mundo.

Madonna es una artista estadounidense que ha tenido un impacto sociocultural de escala mundial a través de sus grabaciones, su actitud, vestimenta y estilo de vida desde que salió en la escena de los años 1980. Se hace referencia a ella frecuentemente como «su majestad» la «Reina del Pop» o simplemente «la Reina».
Su estatus de ícono cultural y social se afirma o se niega alternativamente. Desde musicólogos, filósofos, historiadores y feministas entre otros científicos sociales alrededor del mundo se han visto en la necesidad de examinar su legado, influencia e impacto a través de la interdisciplina académica Madonna Studies. Algunos intelectuales la han descrito como «el rostro humano del cambio social».
Es ampliamente aceptado por diversos autores que tras la aparición de Madonna en la escena musical, la imagen de la mujer sobre el escenario cambió radicalmente y con ello la forma de consumir música. Por esto hay quienes consideran de ella como el artista más influyente de la historia. A medida que ha explorado y contribuido a otra causas ajenas a la música, los especialistas la han nombrado como el ícono gay más grande, el ícono de la moda más influyente de la historia, la mayor marca comercial del pop, así como el ícono feminista más representativo de la posmodernidad y el símbolo sexual más importante de nuestra era.
Hay autores que le dan mayor importancia al catalogarla como un mito o un personaje histórico porque «supera las leyes de la física, el tiempo, la cultura popular y la metafísica». La Universidad de Toulouse junto con otras academias y centros de investigación concluyeron en un método científico que Madonna es la mujer con la mayor capacidad de influencia actual frente a variedad de personajes de la historia universal o contemporánea.
Madonna también se ha enfrentado a duras críticas y censuras de diversos sectores de la sociedad por diferentes motivos. Ha sido vetada o criticada por gobernantes como Ezer Weizman, Vladímir Putin, Sadam Huseín, George W. Bush y Donald Trump entre otros; líderes religiosos como los Papas Juan Pablo II y Benedicto XVI, el rabino Isaac Kaduri y por organizaciones feministas, familiares o morales de muchas partes del mundo. Se la ha catalogado como un ícono cultural depravado, subversivo y un instrumento utilizado por Satanás que ha influido entre tantas cosas a que millones de personas hayan contraído enfermedades de transmisión sexual y a practicar la homosexualidad.
El Estado Islámico incluyó su nombre como una palabra prohibida. Algunos investigadores teorizaron a Madonna como restauradora de la imagen de la denominada Ramera de Babilonia. Algunos académicos consideraron de ella, de importancia social pero también un personaje controversial. No obstante, muchos consideran que sus fallos y controversias añaden más elementos a su legado.

## Contexto

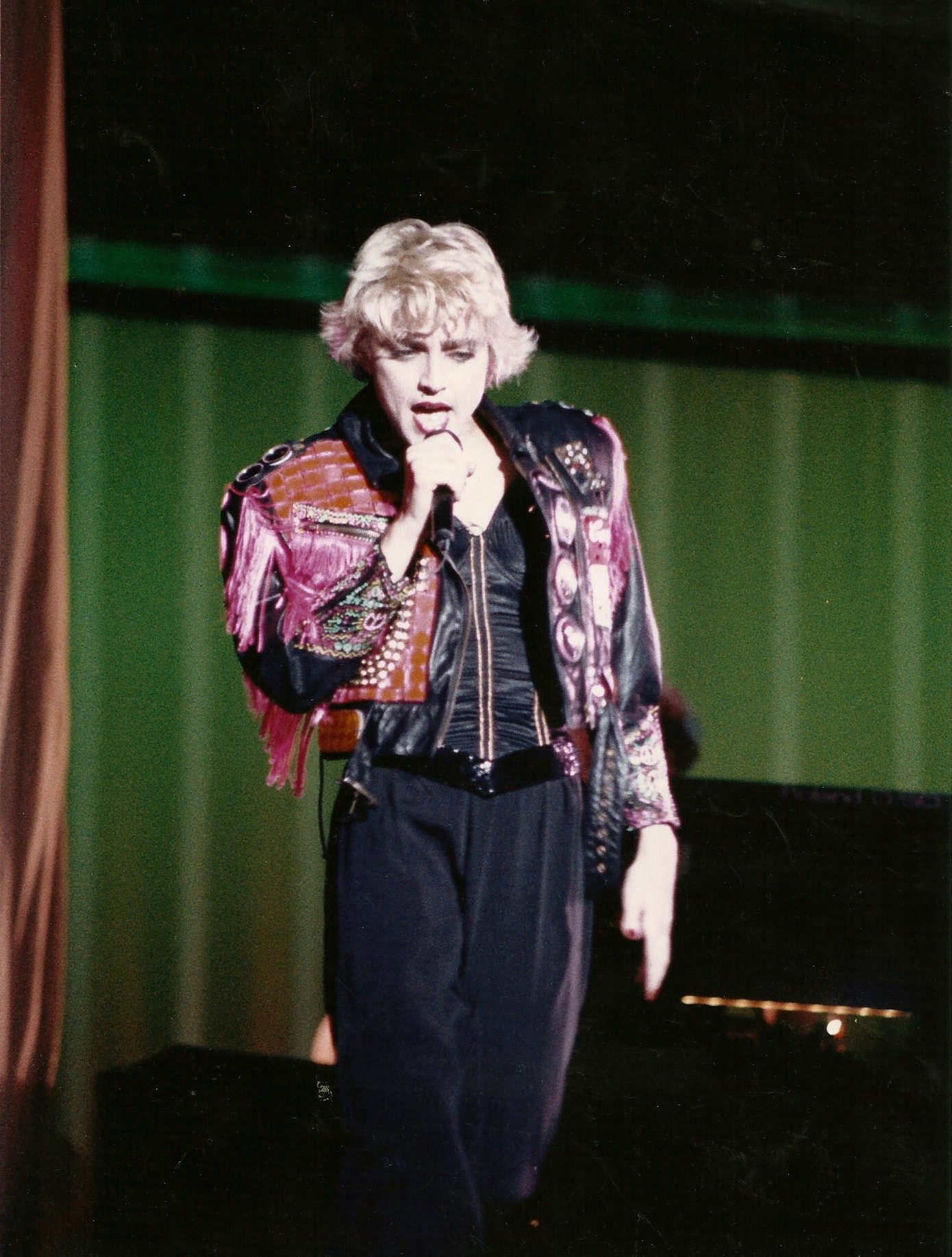
Madonna en la gira Who's That Girl World Tour (1987). El historiador Gil Troy aclara que la artista fue la estrella femenina más dominante en la década.

Como preámbulo al contexto histórico y cultural de Madonna, Marie Darrieussecq junto al profesor Belén González de la Universidad Autónoma de Barcelona notaron que cuando la cantante le respondió a Dick Clark de que quería «conquistar el mundo», presagió en tono mesiánico porque es ahora la intérprete femenina más popular de todos los tiempos. En cierto modo vaticinó sus palabras y ha cumplido su anunciada misión concluyeron.
El contexto de Madonna como un agente cultural y el impacto que ha tenido es grande. Varias reseñas y comentarios provienen de intelectuales, incluidos los académicos, historiadores y científicos sociales entre otros quienes han escudriñado su legado a través de la interdisciplina académica llamada «Madonna Studies». Una de las justificaciones que da Jock McGregor en su artículo Madonna: Icon of Postmodernity es que «podemos aprender mucho acerca de los valores y las debilidades de nuestra cultura. Incluso podemos aprender algo acerca de nosotros mismos».
Madonna inició su carrera en 1983 y en tan solo dos años más tarde ya formaba parte del inconsciente colectivo universal, a la vez que se convertía en un ícono cultural y en el primer ícono artístico femenino de alcance global de acuerdo al crítico británico Stuart Maconie. En esta década imperó el hedonismo entre las personas de la llamada Generación X. Estados Unidos experimentó el efecto de la reaganomía y la proliferación dramática asociada a MTV donde Madonna fue de los primeros artistas en sacar beneficio como explica el sociólogo George Ritzer. En el especial de Los 80 que la National Geographic Society hizo, explican que uno de los legados de esta década fue el dar comienzo a la sociedad en el que hoy vivimos, donde pusieron de ejemplo a la artista quién sentó precedentes en el arte de la música y el futuro de las celebridades, hasta el punto de ser considerada como «la Reina de la década de los años 1980» por la publicación. Escolares de la Universidad de Palermo notaron que Madonna sobresalió sobre los demás.
Más allá de establecer límites en una década, expertos y aficionados han notado que la carrera de Madonna evoluciona paralelamente con el mundo actual. Es por esta razón que siempre ha marcado la diferencia y ha hecho arte aclamado por todos, convirtiendo su legado en algo «único». La psicóloga clínica Lynne Layton indicó que la cantante tiene un poder social y económico, donde su arte y recepción entre la crítica y los fanes reflejan y dan forma a algunas de las ansiedades de nuestra cultura. Los académicos para la Universidad de Rutgers afirman que la artista se cerciora por ella misma de mantener su legado y estatus como un ícono social de importancia y en gran medida tiene éxito en asegurar que será la «única Madonna».
Tanto en referencias de antaño como en las más modernas, algunos autores la ven como una revolucionaria, narradora y una pionera cultural que extiende su legado más allá de la música. Este punto lo amplió la editora en jefe Janice Min de Billboard y dijo que la cantante «es parte de un reducido grupo de súper artistas cuya influencia y carrera trasciende a la música. Es una inspiración para cientos de millones de personas en el mundo» señaló Min.

## Contribuciones en la sociedad

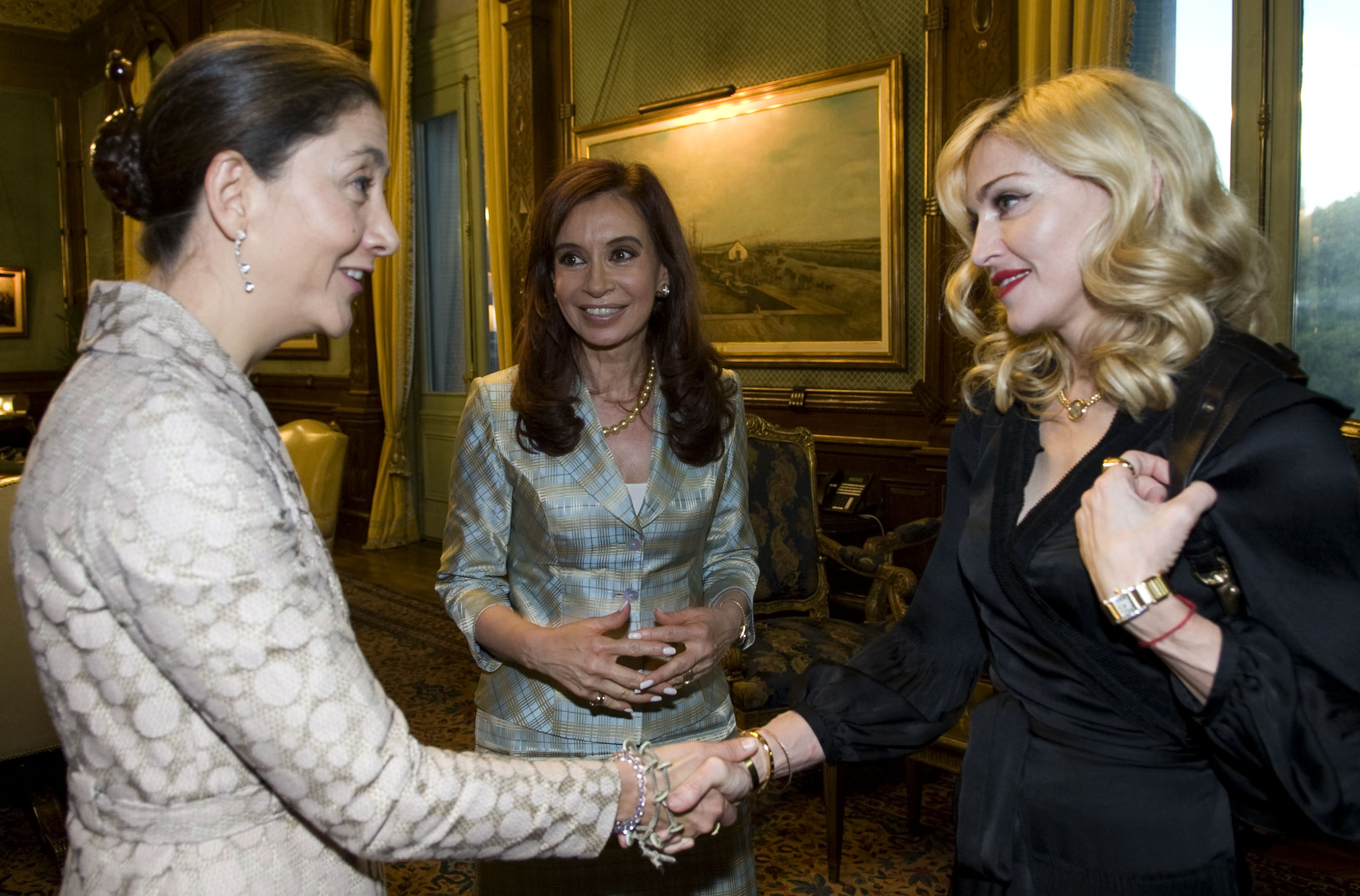
Madonna junto a Íngrid Betancourt y la presidenta Cristina Fernández de Kirchner (2008).

Las opiniones y las contribuciones sociales de Madonna han tenido una repercusión e impacto en la sociedad. Académicos de Rutgers explican que sus opiniones no solamente están determinadas por un conjunto de códigos morales, sino que dependen en parte del clima social y político de la época. La musicóloga Susan McClary sugiere que la artista «se dedica a reescribir algunos niveles muy fundamentales del pensamiento occidental». Michiko Kakutani la describe como «un barómetro de la cultura que dirige nuestra atención a los cambios y luchas culturales».
Madonna ha apelado por un amplio grupo de personas menos favorecidas en la sociedad, entre ellas, encontramos el colectivo LGBT y a las mujeres donde ha iniciado en varias ocasiones, una lucha por el androcentrismo al brindarles empoderamiento e independencia. La académica Audra Gaugler para la Universidad de Lehigh nos explica que la artista está detrás de todas las personas y les ayuda a luchar para no ser condenadas al ostracismo en la sociedad. El profesor Robert Sickels dijo que sus representaciones culturales, sociales y políticas (en especial sobre las mujeres), es quizás lo más duradero de su legado. José Mariscal del diario boliviano La Razón, explica: «Su estrategia no fue una simple exhibición de rebeldía, Madonna protagonizó con su música y su activismo diversas batallas contra la sociedad machista, la prensa sensacionalista, la religión y la política». El periodista también indicó que ella «ha alimentado a sus seguidores con fuertes y profundos mensajes de reivindicación de la mujer y los derechos humanos».
En un pensamiento general sobre las contribuciones de la cantante, Kyle McMahon del Huffington Post expresó: «Ha allanado el camino de varios artistas, tanto hombres como mujeres. Con sus "opiniones abiertas", sus actuaciones a veces chocantes pero siempre provocadas por el pensamiento y su pura determinación, ha derribado las barreras para las mujeres, las estrellas del pop, los homosexuales, la raza, la religión, los negocios y todo lo demás».

## Relevancia sociocultural
Algunos expertos concuerdan que Madonna es la artista con mayor proyección en la sociedad. Encontramos justificación de autores como el académico británico Peter Buckley donde compara a Michael Jackson o Prince con ella, pero afirma que nadie cambió la vida de la gente de la manera en que Madonna lo hizo. En el mismo punto, académicos de Rutgers mencionaron que a diferencia de estos [dos] artistas y muchos otros, solo ella juega universalmente un papel significativo para la sociedad. La explicación que da la filósofa Ana Marta González en el libro Ficción e identidad (2009) es que la cantante «se anunció desde el principio como un fenómeno global, que, como tal, solo fue posible por vez primera en los ochenta. Después ha habido otros, aunque menos duraderos». Ann Powers para The New York Times dijo:

....Madonna no es como otras celebridades. Si una deidad se puede definir como una fuerza que ilumina el mundo, entonces ella es una "diosa secular", designada por su público y corifeos por igual como el rostro humano del cambio social. Los intelectuales la describieron como la personificación del sexo, el capitalismo y la celebridad en sí misma.

Madonna posee uno de los rostros y nombres más reconocidos del planeta. El profesor John Fiske y la socióloga Suzanna Danuta Walters concuerdan que la cantante se convierte en algo cotidiano de nuestras vidas. Según el crítico cultural Greil Marcus la artista es una figura ineludible de nuestra cultura y amplía que «dondequiera que mires, encontrarás a Madonna o algo de ella».
Darrieussecq explica que para asegurar su omnipresencia en todos los escenarios del globo e introducirse en el paisaje cultural, «la corporalidad se apoya en la invasión de tecnologías que toleran su incesante reescritura, como si de un palimpsesto se tratese». Así concluye más adelante que Madonna llega a todos los rincones a través de las redes tecnológicas: televisión global, internacionalización del producto, merchandising [y] packaging. El autor David Tetzlaff propone que este poder omnipresente de la artista tiene que ver mucho con la hiperrealidad.
Otros autores han tratado de medir el impacto de la artista, como T. Cole Rachel de Pitchfork Media quien declaró: «Hay un aproximado de 100 % de probabilidad que cualquier humano vivo sobre la edad de, digamos, 25 tiene algún tipo de memoria específica relacionada con Madonna... incluso si no eres un super fan, o incluso si no lo eres en absoluto; no hay escape de Madonna. Ella está en todas partes». El periodista Quico Alsedo para El Mundo dijo que la cantante «ha construido una nación, sin tierra, pero densamente poblada». El escritor argentino Rodrigo Fresán, reflexionó:

....es el espejo de nuestros días y de nuestra (de)generación: sus mutaciones radicales son el reflejo exagerado de las nuestras, más cautas e intrascendentes... Madonna sigue siendo Madonna y nosotros seguimos envejeciendo... resulta difícil pensar en un mundo sin Madonna. Todo parece indicar, para bien o para mal, que a [ella] también le resulta difícil pensar en eso.

La medieval Universidad de Toulouse junto con otras academias como la Universidad de Franche-Comté, la Universidad de Milán y el CNRS llevaron a cabo una investigación científica donde utilizaron a Wikipedia en su método con el que se determinó que Madonna es la mujer con mayor capacidad de influencia en la edad actual, sobrepasando a figuras de diversas épocas como lo son Jesucristo y Beethoven hasta Mozart, Alejandro Magno o Charles Darwin. Esto dio como resultado que varios medios le dieran el título de «la mujer más influyente de la historia».

## Madonna como un mito

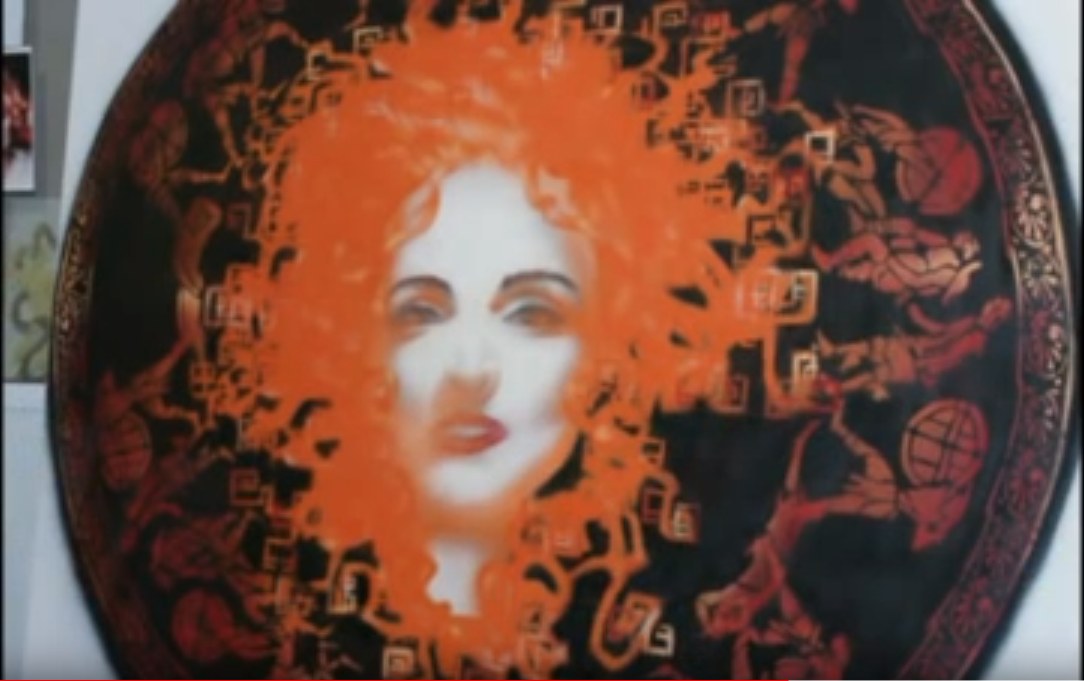
Una obra de arte representándola como Medusa. A menudo ha sido comparada con personajes históricos y mitos.

Otro enfoque y no menos importante, es la comparación que estudiosos han hecho con figuras mitológicas de diversas culturas y la correlación que supone su personalidad y contribuciones con la de otras personas de valor histórico.
En un detallado estudio el profesor John Izod sugiere que al hacer esto, se proporcionan imágenes arquetípicas que enmarcan y energizan una serie de elementos sobre su personalidad pública. Destacó principalmente a deidades griegas y romanas, como lo son: Atenas, Afrodita o Artemisa. De Afrodita puntualizó que «ambas son tremendas fuerzas para el cambio; y esto conecta no solo con su fertilidad sexual sino también con su fertilidad artística». A Izod se le suman otros comentaristas. Por ejemplo, Deirdre Pribram, David Tetzlaff o la filósofa feminista Susan Bordo quienes coinciden en las cualidades anteriormente señaladas.
La psicóloga Susan Clonninger en el libro Teorías de la personalidad (2002) explica que Madonna adopta la imagen de la Gran Madre, y, al hacerlo, ilustra la diversidad de formas particulares que puede inspirar un arquetipo. Louise M. Pryke, doctora en lenguaje y literatura en la Universidad de Sídney explica que «la combinación de sexualidad y el uso transgresor del simbolismo en Madonna, hace que quizás la conexión entre ella con Ishtar no sea sorprendente. Ambas están identificadas como mujeres poderosas, capaces de reinventarse a sí mismas y al mundo que las rodea» escribió en su libro Ishtar (2017).
El pensador francés Georges-Claude Guilbert en su libro Madonna as Postmodern Myth la describe como un mito que forja su propio culto. Explica que tal como uno —por ejemplo: Atenas o Afrodita— cumple funciones cosmogónicas y escatológicas donde prácticamente pudiésemos llamar a la «Madonnalatría» una religión. Kenneth Johnson junto a Ariel Guttman la compararon con Lilit, ya que la artista «es un arquetipo viviente en nuestra cultura». Al igual que Lilit, muchos hombres y mujeres han informado que la cantante se les ha aparecido en sus sueños.
La poetisa Jane Miller la comparó con la Virgen Negra pues considera que su impacto en la cultura contemporánea es un arquetipo. El musicólogo Stan Hawkins para la Universidad de Leeds dijo que al igual que Cleopatra, física y mentalmente el personaje de Madonna se alinea con el principio dionisíaco de la teatralidad. La directora de teatro Julia Pascal recalcó que tanto la artista como la reina de Egipto tienen un impacto político internacional. «Cleopatra cambia la cara del Imperio Romano [y] Madonna choca con el Papa y causa disturbios en India». En resumen, Michiko Kakutani la describe como una «Medusa moderna». La crítica Joyce Millman lo hizo con Barbie, y la feminista Camille Paglia con Apolo. El autor Nicholas C. Charles se refiere a ella como una sirena. Rodrigo Fresán escribió que es una mezcla perfecta entre Betty Boop y la diosa Kali. Otros autores lo han hecho con Venus, así como con María Antonieta, reina de Francia. El periodista Dani García se refirió a ella como la personificación moderna de la diosa Isis.
En 2016 se llevó a cabo una exposición llamada De Madonna a Madonna en el Museo Castagnino+macro donde incluyeron imágenes del MUSAC. Esta exposición planteó un acercamiento de la evolución de la mujer en la historia humana pasando por la Virgen María —cuyo término medieval Madonna se originó por ella— hasta llegar por la cantante, donde las referencias en la historia moderna del término se circunscriben mayoritariamente sobre ella. Juan Sardá para El Cultural dijo que la cantante «supera las leyes de la física, el tiempo, la cultura popular e incluso la metafísica». Sardá asegura que «Madonna es ya un personaje histórico». The New York Times la denominó como una «diosa secular». Louis Virtel, redactor de Billboard, señala que la carrera de la artista «equivale a la mitología viva».

## Madonna en la cultura popular
Madonna es la primera figura multimedia en la historia de la cultura popular de acuerdo al Salón de la Fama del Rock and Roll. Es también el ícono popular más grande y socialmente el más importante del mundo en las estimaciones de algunos académicos. En 2012 varios investigadores concluyeron en un debate que invocó el periódico Diagonal, que ella sigue siendo la presencia más influyente.
Rolling Stone de España escribió que «Madonna se convirtió en la primera maestra viral del pop, años antes que se utilizara masivamente Internet. Madonna estaba en todas partes, en los todopoderoso canales de televisión de música, radio fórmulas, portadas de revistas e incluso en las librerías». Juan Restrepo de Yahoo! en su artículo de «Todos los caminos conducen a Madonna» explica su influencia en la música y cultura popular de la siguiente manera:

Con Madonna sucede algo que no tiene paralelo en la música y la cultura popular en general. Ella es su propia corriente. Madonna termina inevitablemente presente en la vida de casi todos los cantantes en el mundo, ya sea al principio o al final de sus carreras. Ella es la fuente de inspiración y la meta a conquistar».

La semejanza de Madonna es ahora exhibida en museos, así como en otras referencias culturales. En 2006 por ejemplo, un grupo de científicos nombró a una nueva especie de tardígrados como Echiniscus madonnae en honor al legado de la artista. En 2012 The Coca-Cola Company creó por tiempo límitado en el mercado europeo una botella inspirada en Madonna. En 2015 el Hard Rock Cafe de Madrid creó una hamburguesa llamada «Italian Burger» inspirada en las raíces italianas de la cantante.

## Perspectiva contradictoria
Véase también: §Críticas sobre Madonna como un ícono gay, §Críticas sobre Madonna como un símbolo sexual, §Críticas sobre Madonna como un ícono cultural, §Críticas sobre Madonna como una feminista y §Críticas sobre Madonna como un ícono comercial

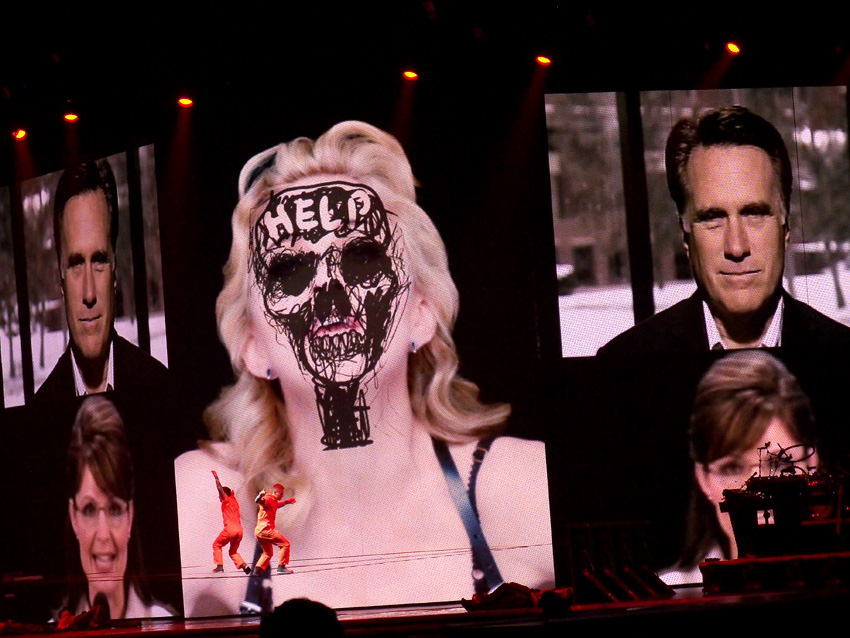
Madonna se caracteriza por utilizar con frecuencia imaginaria política. En el fondo, Sarah Palin y Mitt Romney en un concierto del The MDNA Tour (2012).

En palabras del teórico Stuart Sim, categorizar a Madonna como un ícono cultural es muy problemático ya que es dependiendo del punto de vista de cada quien. Y es que la recepción «contradictoria» que la artista ha tenido como agente cultural es igualmente grande como lo es su aceptación, siendo punto de debates en varios sectores de la sociedad, lo que la hace un personaje difícil de clasificar en los discursos académicos y de opinión popular. Douglas Rushkoff, experto en ciencias de la información, brinda una idea concreta que se debe a que «ella le gusta presionar el público». Aunque para el articulista Rusell Baker ella no es ni siquiera de la élite cultural.
Lydia Brugué para la Universidad de Vich explicó: «Su influencia en la sociedad es titánica y levanta críticas no solo entre grupos feministas "madonnófobos" y "madonnófilos", sino también en la mayoría de la población mundial». Guilbert indica que los adversarios de la artista son especialmente aquellos cuyas convicciones morales han sido dañadas por su producción. El académico menciona a los más tradicionales: el cristianismo, judaísmo y los musulmanes. La opinión formulada del musicólogo Stan Hawkins de la Universidad de Leeds es que las acciones de Madonna solo pueden enfurecer a aquellos que no están familiarizados con las formas cotidianas de la expresión humana a través de los comerciales, películas, vídeos, moda, literatura, arte y periodismo. Él concluye que nuestra percepción sobre la cantante, ya sea placentera, repugnante o indiferente, está construida en un sentido de la imaginación cultural.
Audra Gaugler de la Universidad de Lehigh explica que un gran grupo de críticos elogiaron en un principio a Madonna, pero mientras provocaba más controversias se desilusionaron de ella. El grupo posiblemente más afectado fue el sector de feministas, entre ellas podemos encontrar a bell hooks, quien era una de las fascinadas por la cantante, pero en el período de 1992 a 1993 hooks encontró que sus acciones engendraron sentimientos de pérdida y traición.
La autora Pamela Robertson en su conclusión explica que algunas de las controversias que la artista ha generado tienen que ver con su reproducción en las formas más bajas de la estética cultural, su comercialización y una presumible fórmula trivial de música pop. También subrayó que la cantante juega con los estereotipos sobre las mujeres, siendo aquí donde la mayoría de las críticas negativas hacia ella giran en torno a su sexualidad y el género en cuestión.
El ministro religioso Bruce Forbes considera que varios de los textos más importantes en la cultura estadounidense contemporánea donde hay preocupaciones superpuestas con las teologías sobre la liberación, es a causa de la artista. Y es que para muchos Madonna es un ícono de lo sacrilegio y de la herejía. De hecho, hay quienes aseguran que proyecta la imagen de la eterna prostituta de Babilonia como lo han enseñado los académicos Harriett Gilbert, Georges-Claude Guilbert y el investigador medevialista Richard Utz entre otros. El investigador uruguayo Hugo Achugar explica que «la estética que sustenta una imagen contemporánea como la de la cantante, nada tiene que ver con la que vértebra la de modernidad»; ella maneja una imagen prostibularia y ordinaria. El teólogo Samuele Bacchiocchi dijo que un «nombre bíblico más apropiado que pudo haber elegido por su atractivo seductor es "Jezabel"; mujer que en la historia bíblica se convirtió en símbolo de la seducción».
El autor del libro Buscando desesperadamente a Madonna, Adam Sexton yuxtapuso lo que escribió la biógrafa e historiadora cultural británica, Lucy Hughes-Hallett al escribir que mientras Cleopatra vivía, estaba oscurecida por lo que ahora podríamos llamar el 'punto de vista': «Para sus enemigos, los romanos, ella era un dechado de depravación, la encarnación de la otredad. Para sus súbditos egipcios, a merced de su sofisticada organización de relaciones públicas, Cleopatra era literalmente una diosa y también un liberador nacional».

### Puntos de referencia
Véase también: §Controversias y censuras a los videoclips de Madonna, §Críticas a la obra musical de Madonna, §Críticas y controversias a Madonna como una actriz e §Incidentes con mandatarios y entidades políticas

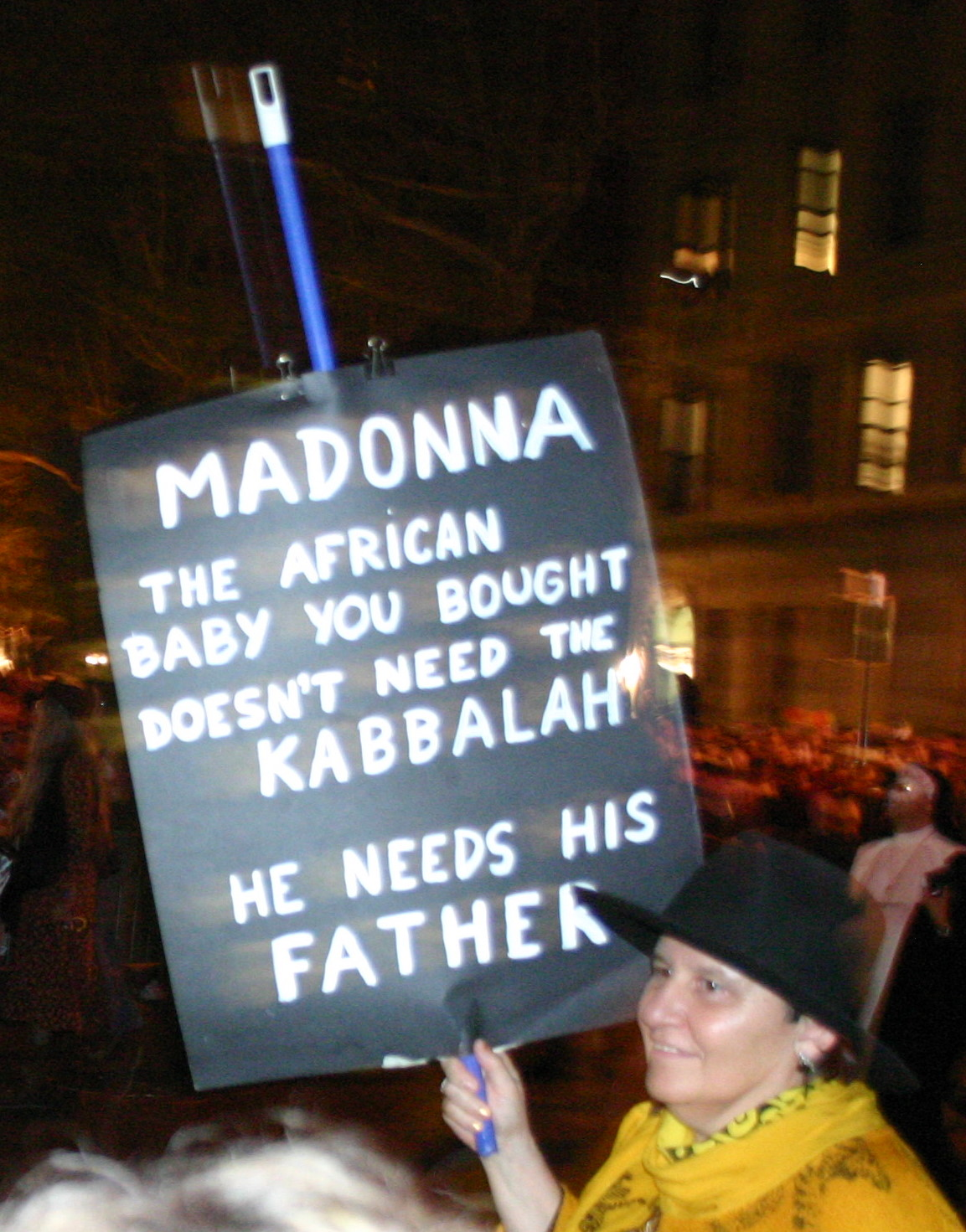
Una protesta en Nueva York durante Halloween en contra de Madonna por la adopción de un niño en África.

Como ya se ha mencionado Madonna ha sido a menudo un punto de controversia y motivo de debates en varios sectores de la sociedad, en especial por su franqueza y estilo de vida como explica el docente John McCrossan. El periodista estadounidense Andrew Ferguson indica que este «sentimiento "anti-Madonna" está en todas partes, filtrándose a través de la cultura popular como un contagio».
El sociólogo John Shepherd escribió que «las prácticas culturales de la cantante destacan tristemente las continuas realidades sociales de dominación y subordinación». En el libro The I Hate Madonna Handbook (1994), dedicado enteramente a desprestigiar a la artista, la autora la compara con un súcubo y la señala como una enfermedad social.
Rodrigo Fresán escribió que «es una de las mujeres más trascendentalmente peligrosas de toda la historia». La historiadora Andrea Stuart indicó que algunos medios han denominado a la cantante como una «corrupta "Pied Piper"». Y es que en palabras de la activista bell hooks la artista se ha convertido en un ícono cultural «peligroso». El rabino Isaac Kaduri —la máxima autoridad de la cábala ortodoxa— en un tono similar la calificó como un «depravado ícono cultural».
A través de una encuesta llevada a cabo en 2016, el profesor Jeetendr Sehdev determinó que la cantante ahora es una «figura tóxica» para la generación del Milenio. La autora estadounidense Ruth Conniff expresó que lo que necesitamos es un mejor modelo a seguir que Madonna. La sensación de que podemos hacer algo más productivo para la sociedad que obtener y gastar. El académico John Silber dijo que tal como «Adolfo Hitler y Sadam Husein, Madonna no tiene derecho a ser un ejemplo para nuestros hijos».
Tras la idea de erigir una estatua de Madonna en la ciudad italiana de Pacentro durante el año de 1988, el Vaticano se indignó y el portavoz oficial dijo: «La estatua sería demasiado sexy y podría corromper la moral de los jóvenes italianos». El religioso Nicholas C. Charles va más allá e indicó en su libro From Worldly to Christian Wisdom and Truth (2012) que la artista es un modelo a seguir en la Iglesia de Satán. El autor de referencia se justifica al indicar que la cantante ha ayudado a «hundir incontables millones de personas en enfermedades de transmisión sexual y las ha llevado a la destrucción». Con esto concluye que Satanás utiliza a Madonna como un ídolo para influenciar a las personas a practicar la homosexualidad.
El Estado Islámico incluyó a Madonna como una palabra prohibida. También enfrentó amenazas de muerte por parte de grupos de Israel y tentativa de secuestro por parte de la mafia rusa. El profesor David Chaney explica que para algunos activistas políticos se les hace inquietante que Madonna ha desestabilizado los signos fundamentales de las membresías subculturales. Diario Los Andes de Argentina advirtió que sus «ocurrencias políticamente incorrectas... a muchos les parecen "revolucionarias", hay otros que piensan lo contrario».
El portavoz de la Iglesia de Inglaterra llegó a opinar: «¿Por qué alguien con tanto talento tiene la necesidad de promocionarse ofendiendo a tanta gente?» y David Muir de Alianza Evangélica de Londres comentó que «el uso de Madonna de la imaginería cristiana es un abuso y es peligroso». También se enfrentaría a los máximos líderes religiosos de la Iglesia católica de la época: Papa Juan Pablo II y Benedicto XVI.

### Contrarespuestas
Véase también: §Impacto social y consecuencias de Sex
El académico Douglas Kellner propone que con el cuestionamiento que ha causado entre críticos y otros académicos por igual, Madonna es una «auténtica contradicción» que debe ser articulada y evaluada para interpretar adecuadamente sus imágenes, obras y sus efectos. La politóloga Anette Asp y el filósofo Steven Quartz, concuerdan que «la relevancia cultural de Madonna es intrigante por sus influencias complejas sobre el sexo y el género». Para Guilbert, la artista solo resuelve algunas de las contradicciones de la vida de hoy en día; sin deshacerse de sus propias. El crítico musical Karl Dallas expresó que lo que «Madonna hace es [solo] utilizar los talentos que Dios le ha dado».
Una de sus defensoras ha sido Audra Gaugler, académica para la Universidad de Lehigh quien escribió que Madonna ha enfrentado muchas críticas a lo largo de su carrera, pero gran parte de ellas son injustas. La autora explica que las acciones de la artista, en lugar de generar críticas, deberían producir elogios porque intenta cambiar de forma radical la sociedad, por difuminar el límite que separa a los diferentes grupos de personas e insta a que todos los individuos ganen poder en sus vidas y salgan de cualquier posición subordinada. La académica Cathy Schwichtenberg en su obra The Madonna Connection (1993) llama a los detractores de la cantante, como «lectores insubordinados». La feminista Camille Paglia explica que la mayoría de las personas que denigran a la artista «lo hacen por ignorancia».
La filósofa Ana Marta González explica que «en Madonna se confunden por completo persona y personajes, hasta el extremo de que todo parece igualmente verdadero o igualmente falso».

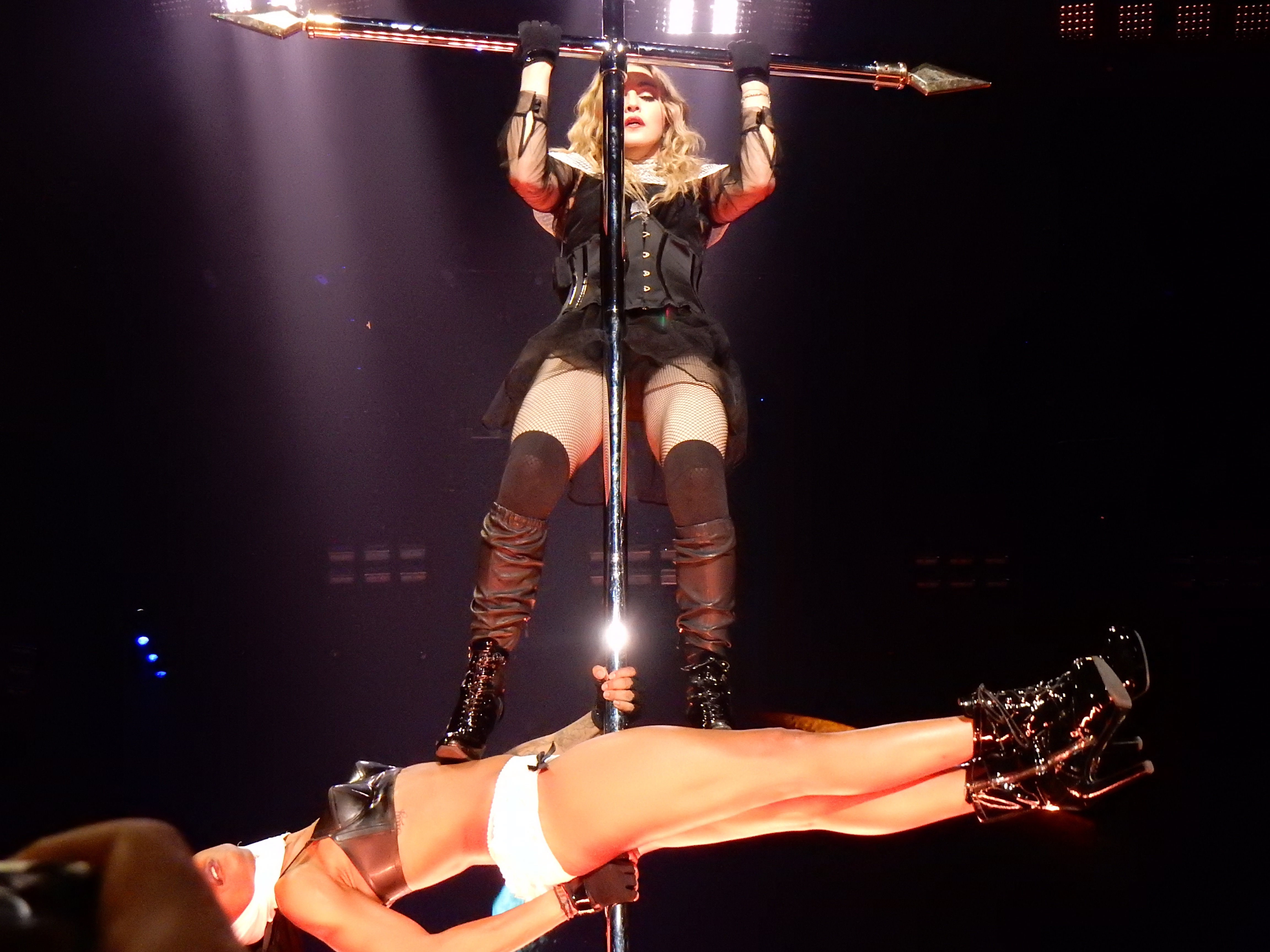
Madonna encima de una de sus bailarinas con vestimenta de monja.

Madonna ha respondido a muchas de las controversias que ha indignado a varios sectores. Lo ha hecho a través de una opinión pública, con su actitud o a través de sus grabaciones. La canción «Human Nature» de 1995 es un ejemplo donde da respuesta a los críticos que la censuraron por utilizar una imagen provocativa en años previos. La cantante dijo en una ocasión:

Hay gente que me odia por el simple motivo de que yo tengo una opinión sobre las cosas. No se espera de una artista famosa que tenga una manera de ver la vida. Solo estás ahí para entretener a la gente, ¿no? La palabra «pop» es un diminutivo de popular, y para ser popular no puedes tener un punto de vista o hablar más de la cuenta. Para ser popular no puedes ir contra la corriente.

En su primer libro Sex (1992) la también escritora apuntó que «hay mucha gente que tiene miedo de decir lo que quiere, por eso nunca lo consiguen». Tiempo después aclaró que «es el miedo en todos los ámbitos de la sociedad». Tras promocionar la era del disco Erotica en 1992, la cantante explicó que su lucha es contra el racismo, el prejuicio, el sexismo, la persecución contra los homosexuales y la ignorancia. Ese mismo año, muy consciente de sus detractores y las críticas circunscritas sobre ella, expresó: «Estoy censurada, porque prefiero mostrar la verdad y la verdad molesta. Hago lo que quiero y voy a seguir haciéndolo. Los artistas no deben conformarse».
En una entrevista con Brian Hiatt para la revista Rolling Stone se comparó con un chivo expiatorio al momento que el periodista le hizo notar que ella había recibido estas críticas por «mover» el panorama cultural. También señaló en otra oportunidad: «Yo digo lo que no dice nadie, esa es la razón por la que levanto tantas pasiones. No es que esté llena de ira, solo cuento lo que pienso y me salto los convencionalismos».

### Legado

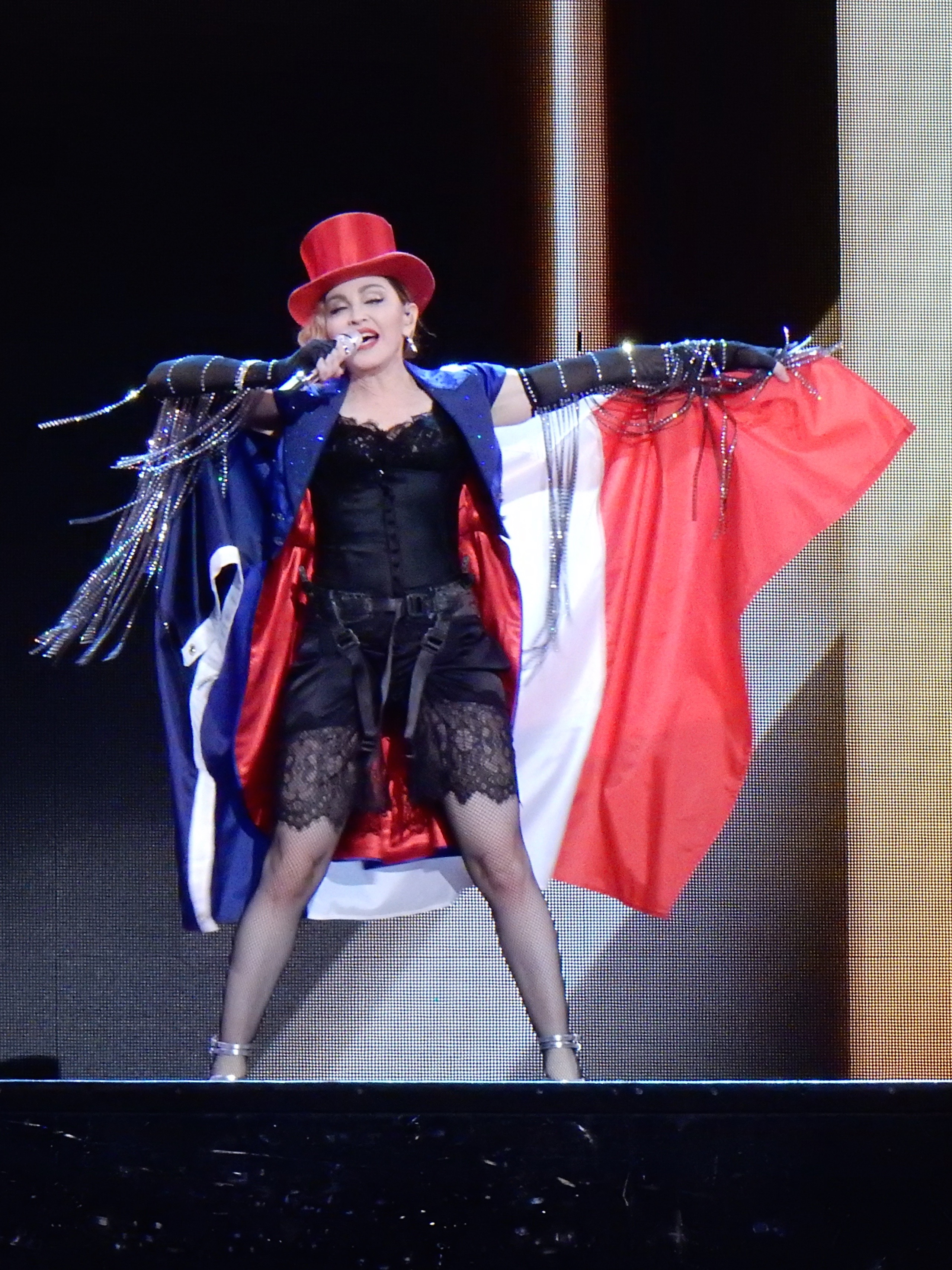
Madonna en una interpretación del Rebel Heart Tour.

A pesar de las críticas, son varios los autores que coinciden que tras las controversias Madonna se ha vuelto más popular, exitosa y le ha brindado mayor autoridad cultural. Rob Kirkpatrick, un agente literario estadounidense, explica que ningún otro artista ha sido elogiado por lograr un efecto bandwagon. Baby Gil para el periódico The Philippine Star dijo: «Madonna empujó todos los posibles límites y emergió cada vez, más grande que nunca».
Estos puntos fueron ampliados por expertos como la profesora Catherine Schuler, quien explica que aunque algunos críticos culturales están intrigados por las consecuencias psicosociales de sus actuaciones, Madonna ha adquirido gran fama, riqueza y autoridad cultural, siendo que toda esta atención negativa ha tenido poco efecto sobre ella, excepto para aumentar las ventas de sus grabaciones, libros y videos. Matt Muro de VH1, quien en su idea central afirma que estos escándalos le han otorgado un éxito comercial a la intérprete, también recalcó que ha contribuido a empujar la cultura homosexual hacia la corriente principal, atacando a la vez, la hipocresía religiosa o política donde encontramos a una Madonna luchando por la paz, erradicar la pobreza o el Sida. El profesor Robert Thompson de la Universidad de Syracuse también recalca que la cantante «ha superado una serie de escándalos que llegaron a tocar las puertas del Vaticano, por el uso de símbolos religiosos[...] pero nada de esto ha tenido un impacto negativo en su carrera».
Otro de los aspectos más importantes es que la cantante revolucionó a la crítica como explica el diario peruano La República. El político e historiador colombiano Álvaro Uribe Rueda parafraseó a Madonna y dijo:

...Al cabo, pues del segundo milenio de la era cristiana, nos encontramos ante una sociedad y un Estado sin fines trascendentes y en los cuales se nota a primera vista, no la ausencia, sino la misma ignorancia de la ética. Se puede afirmar que esta es una civilización sin dioses necesarios. Madonna y el escándalo — ojalá provenga de familias reales que den pie — constituyen el combustible ideal para los motores de la información-comunicación. Aun en trabajos intelectuales, ejecutados con métodos universitarios de investigación y dirigidos a prever y analizar la novísima sociedad de la información, la telemática y el conocimiento...

Para Joaquín Luqui, «Madonna es una innata aleccionadora de masas y por encima de todo artista». El periodista escribió en la sección «Ellos y ellas las prefieren Madonnas» de su libro 3, 2 ó 1... Tú y yo lo sabíamos que «su imagen, su voz [y] sus escándalos seducen a todo tipo de personas». La académica Germaine Greer resalta que la artista «puede hablar» y lo hace mejor que cualquier mujer que conozca. Eso es lo que la hace un genio, recalcó. Bastante similar a Greer, la opinión de la socióloga Cindy Patton es que «hasta cierto punto Madonna es una "crítica social"». Concluye que tiene un instinto que no solo hará que la gente se moleste, sino que piense.
El efecto que se ha discuto también se ha visto reflejado en otros artistas influenciados por la cantante. Robert Hilburn para Los Angeles Times opina al respecto que «su movimiento político de vanguardia ha abierto el camino para bien o para mal a una generación de artistas». De esta manera se ha generalizado por variedad de autores que Madonna es la cantante más popular de la historia y más que cualquier figura, es el personaje más consistente en los debates públicos. Elio Gaspari para la revista Veja también notó que la intérprete es la artista más famosa del mundo y al mismo tiempo, la más censurada de todos los tiempos. William Langley de The Daily Telegraph sintió que la cantante «ha cambiado la historia social del mundo».